# Wilbarston
Wilbarston är en ort och civil parish i Storbritannien.   Den ligger i grevskapet Northamptonshire och riksdelen England, i den södra delen av landet, 120 km norr om huvudstaden London. Wilbarston ligger 111 meter över havet och antalet invånare är 767.
Terrängen runt Wilbarston är platt. Runt Wilbarston är det tätbefolkat, med 356 invånare per kvadratkilometer. Närmaste större samhälle är Kettering, 11,1 km sydost om Wilbarston. Trakten runt Wilbarston består till största delen av jordbruksmark.